# Nicholas Mockridge
Nicholas „Nick“ Mockridge (* 1984) ist ein in Deutschland aufgewachsener italienisch-kanadischer Regisseur sowie Synchron- und Hörbuchsprecher.

## Leben & Karriere
Ausgebildet zum Regisseur an der Hochschule für Schauspielkunst Ernst Busch in Berlin, gründete er 2014 das Künstlerkollektiv Like a Wild Beast's Fur (LAWBF). In der Kantine am Berghain erarbeitete er eine Reihe von Arbeiten an der Schnittstelle zwischen Theater und Techno. 
Im Rahmen der Bayreuther Festspiele inszenierte er die umstrittene Parsifal-Adaptation Black Mountain. Als Sprecher ist er die englische Synchronstimme von unter anderem Moritz Bleibtreu, Benno Fürmann, Nikolai Kinski und Maximilian Simonischek. Für Klassik Radio arbeitet er als regelmäßige Senderstimme.
Mockridge verband eine Freundschaft und Arbeitsbeziehung mit Volker Spengler, bekannt aus Filmen von Rainer Werner Fassbinder. Gemeinsam mit den Künstlern Sven Marquardt und Esther Perbandt schuf er einen Bilderzyklus für und mit Spengler, der in der Galerie Deschler in Berlin präsentiert wurde.
Von 2019 bis 2021 arbeitete Mockridge als Hausregisseur des Fernsehsenders TELE 5 in München unter der Intendanz von Kai Blasberg. Im Oktober 2023 übernahm er von seinem Vater die künstlerische Leitung des Springmaus Improvisationstheaters.

### Arbeit als Regisseur (Auswahl)
- 2012 Liliom am bat-Studiotheater
- 2013 Baal an der Schaubühne Berlin[9]
- 2013 Ein Deutscher Sommer, tak Berlin
- 2013 Das Koma, Deutschlandfunk[10]
- 2014 Geschichten aus dem Inneren der Nacht, Kantine am Berghain[11]
- 2014 Age of Creations x Dom Pérignon, Laeiszhalle[12]
- 2015 His Name was Gil-Scott Heron, Kantine am Berghain[13]
- 2015 Trans-Berlin-Express, Kantine am Berghain[14]
- 2015 Psychose 4:48 (Co-Regie: Lilja Rupprecht), Kantine am Berghain[15]
- 2015 Die Brüder Löwenherz, LoS / RambaZamba Theater[16]
- 2015 Fabricated Freedom, Wallplay Gallery New York / Kantine am Berghain[17]
- 2016 LAWBF x Sven Marquardt, TAG Rom[18]
- 2016 Black Mountain im Haus Wahnfried, Bayreuth
- 2017 SAUVAGE 2, Musikvideo[19]
- 2019 Festival der Liebe, TELE 5[20]
- 2020 Programmpräsentation 20/21, TELE 5[21]
- 2020 HUNTED, Digitale Ausstellung
- 2021 FLEISCHMANN, Galerie Deschler[22]
- 2023 Meta Maus im Haus der Springmaus[23]
- 2025 Mice Girls im Haus der Springmaus[24]

## Privates
Nicholas Mockridge ist der älteste Sohn von Bill Mockridge und Margie Kinsky.
Seine fünf Brüder sind:
- Matthew „Matt“ (* 1986): Unternehmer und Coach, ehemals bei der Boygroup Part Six
- Lucas „Luke“ (* 1989): Comedian
- Leonardo „Lenny“ (* 1991): Musiker
- Jeremy (* 1993): Schauspieler
- Liam (* 1997): Schauspieler

Über seine Großmutter, Eugenie-Clothilde Gräfin Kinsky von Wchinitz und Tettau (* 1925 in Prag; † 2023 in Bonn) ist er verwandt mit dem früheren tschechischen Außenminister Karel Schwarzenberg und der Friedensaktivistin und Schriftstellerin Bertha von Suttner.
Mockridge ist verheiratet und lebt in Berlin-Kreuzberg.

## Hörbücher (Auswahl)
- 2024: Amy Neff: Warte auf mich am Meer, der Hörverlag, ISBN 978-3-8445-5180-8 (Hörbuch Download, Roman, mit Richard Barenberg, Daniela Hoffmann, Nicholas Mockridge und Lydia Herms)
- 2025: Stefan M. Bürkner: Gestern war die Welt noch schlecht, Deutschlandfunk Kultur (mit Lena Schmidtke, Paul Behren, Nico Holonics)[30]